# 독일계 루마니아인

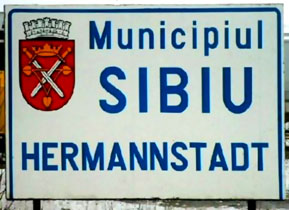

독일계 루마니아인(독일어: Rumäniendeutsche)은 단일한 민족 집단은 아니다. 그들을 언어, 문화, 역사 등으로 나누자면 여러 개로 나뉘는데, 가장 큰 집단은 트란실바니아 작센인과 바나트 슈바벤인이다.
그들은 중세 시대에 이 지역에 정착했다. 1988년까지만 해도 약 70만 명의 독일계 루마니아인이 존재해 루마니아 전체 인구의 약 3%를 차지했으나, 1980년대말부터 독일로의 이민이 급증해 1990년 한 해에만 6만 명이 독일로 이주했다. 그 결과, 2011년에 루마니아에 거주하는 독일인은 3만 7천 명으로 감소했다.

## 루마니아 도시의 독일어 지명
- 헤르만슈타트 (Hermannstadt, 루마니아어: 시비우)
- 크론슈타트 (Kronstadt, 루마니아어: 브라쇼브)
- 비스트리츠 (Bistritz, 루마니아어: 비스트리차)
- 클라우젠부르크 (Klausenburg, 루마니아어: 클루지나포카)
- 메디아슈 (Mediasch, 루마니아어: 메디아슈Mediaş)
- 뮐바흐 (Mühlbach, 루마니아어:세베슈)
- 셰스부르크 (Schässburg, 루마니아어: 시기쇼아라)

## 연도별 인구
(각 년도 인구센서스 결과)
- 1887년 - 50,000명
- 1930년 - 745,421명 (+1390.8%)
- 1948년 - 343,913명 (−53.9%)
- 1956년 - 384,708명 (+11.9%)
- 1966년 - 382,595명 (−0.5%)
- 1977년 - 359,109명 (−6.1%)
- 1992년 - 119,436명 (−66.7%)
- 2002년 - 59,764명 (-50.0%)
- 2011년 - 36,884명 (-38.3%)